# Ходячие мертвецы (5-й сезон)
Пятый сезон американского зомби-апокалиптического телесериала «Ходячие мертвецы», разработанного Фрэнком Дарабонтом на основе одноименной серии комиксов авторства Роберта Киркмана, Тони Мура и Чарли Адларда. Премьера пятого сезона состоялась 12 октября 2014 года на канале AMC, и он состоит из 16 эпизодов. Исполнительными продюсерами выступили Киркман, Дэвид Алперт, Скотт М. Гимлп, Грег Никотеро, Том Луз и Гейл Энн Хёрд, причём Гимпл является шоураннером уже второй сезон подряд. Пятый сезон получил широкое признание критиков. Сезон был номинирован на множество наград и выиграл три, включая премию «Сатурн» за лучший телесериал на кабельном телевидении.
Этот сезон адаптирует материал из выпусков #61—77 из комиксов, и в нём представлены заметные персонажи из комиксов, среди которых охотники-каннибалы из Терминуса, отец Гэбриэл Стоукс (Сет Гиллиам) и Аарон (Росс Маркуанд), а также семьи Андерсон и Монро. Воссоединившись, сезон продолжает историю Рика Граймса (Эндрю Линкольн) и его группы выживших, когда они ищут убежище, но сталкиваются с новыми угрозами как со стороны ходячих, так и других (враждебных) выживших людей. Этот сезон также знаменует возвращение Моргана Джонса (Ленни Джеймс), которого в последний раз видели в эпизоде третьего сезона «Всё чисто».
Первая половина сезона сосредоточена на побеге группы из Терминуса, узнав об истинных мотивах жителей этого места, и спасении Бет Грин (Эмили Кинни) из Мемориальной больницы Грейди в Атланте. В разгар событий часть группы отправляется в Вашингтон, округ Колумбия, чтобы найти возможное лекарство от зомби-вируса. Вторая половина сезона сосредоточена на присоединении и опыте группы в новообретенном убежище, Александрии: огороженном сообществе, жители которого имеют мало опыта борьбы с внешними угрозами.

## Актёрский состав

### Главные роли
В пятом сезоне участвуют семнадцать основных актёров, причём десять из них указаны в начальной заставке сериала, а остальные семь указаны в графе «также в главных ролях». Майкл Кадлиц, исполняющий роль сержанта Абрахама Форда, у которого была повторяющаяся роль в предыдущем сезоне, был добавлен в начальную заставку, так же как и Эмили Кинни (Бет Грин) и Чад Л. Коулмэн (Тайриз), хотя раньше они были указаны в графе «также в главных ролях». Также в этой графе указаны Джош Макдермитт, Кристиан Серратос, Аланна Мастерсон и Эндрю Дж. Уэст, которые были повышены со статуса повторяющихся актёров с прошлых сезонов, и Сет Гиллиам, который присоединяется к основному составу в роли отца Гэбриэла Стоукса. Имена Кинни и Коулмэна были убраны из заставки сериала после девятого эпизода; они были добавлены обратно в тринадцатом эпизоде для краткой сцены-флэшбэка.

#### Основной состав
- Эндрю Линкольн — Рик Граймс, протагонист сериала, который недавно преодолел борьбу, чтобы уравновесить свою жестокость с человечностью. Линкольн также озвучивает роль радиоведущего, используя свой естественный акцент в эпизоде «Что случилось и что происходит»[8].
- Норман Ридус — Дэрил Диксон, главный охотник группы, который преодолел свои прошлые проблемы с жестокостью[9].
- Стивен Ён — Гленн Ри, бывший разносчик пиццы, который прошёл через взросление и теперь является мужем Мэгги. Он выступает в качестве одного из поставщиков припасов группы.
- Лорен Коэн — Мэгги Грин, волевая и решительная жена Гленна, которая недавно потеряла своего отца.
- Чендлер Риггз — Карл Граймс, сын Рика, чьё безрассудство борется с его моралью.
- Данай Гурира — Мишонн, яростная воительница с катаной, которая преодолела травму от смерти её сына и бойфренда, формируя тесные отношения с семьёй Граймс.
- Мелисса Макбрайд — Кэрол Пелетье, находчивая и сильная бывшая жертва домашнего насилия, которая пытается оправиться от нескольких трагедий.
- Майкл Кадлиц — сержант Абрахам Форд, бывший военный сержант и бойфренд Розиты. Он преследует миссию отвезти Юджина в Вашингтон, округ Колумбия, чтобы найти лекарство от зомби-вируса.
- Эмили Кинни — Бет Грин, похищенная младшая сестра Мэгги, которая сформировала тесную связь с Дэрилом после атаки на тюрьму.
- Чад Л. Коулмэн — Тайриз Уильямс, жёсткий, сострадательный и оптимистичный старший брат Саши, который делает упор на моральные умозаключения. Он изо всех сил пытается справиться с аморальной природой некоторых тактик выживания группы и обнаруживает, что ему трудно убивать, защищая группу.

#### Также в главных ролях
- Соникуа Мартин-Грин — Саша Уильямс, пылкая младшая сестра Тайриза и бывший пожарный, которая с недавних пор развила романтические отношения с Бобом.
- Лоуренс Гиллиард-мл. — Боб Стуки, бывший военврач и завязавший алкоголик, у которого сложились тесные отношения с Сашей, и у которого появилось новое чувство оптимизма.
- Джош Макдермитт — доктор Юджин Портер, учёный, спасённый Абрахамом, который настаивает на поездке в Вашингтон, округ Колумбия, чтобы найти лекарство от зомби-вируса.
- Кристиан Серратос — Розита Эспиноса, девушка Абрахама, которая помогает сопровождать Юджина в Вашингтон, и она защищает Тару и Юджина.
- Аланна Мастерсон — Тара Чамблер, бывшая студентка полицейской академии и союзница Губернатора, единственная выжившая из своей семьи, которая часто пытается поднять боевой дух группы.
- Эндрю Дж. Уэст — Гарет, прагматичный лидер группы каннибалов в Терминусе, который захватывает и принуждает группу Рика к подчинению, и главный антагонист первой половины сезона.
- Сет Гиллиам — Гэбриэл Стоукс, трусливый священник, который живёт один в своей церкви, чья встреча с группой Рика заставляет его бросить вызов своим убеждениям[10].

### Повторяющиеся роли

#### Терминус
- Дениз Кросби — Мэри, жительница Терминуса; мать Гарета и Алекса.
- Тейт Эллингтон — Алекс, житель Терминуса; сын Мэри и брат Гарета, убит в дружественном огне, направленном на Рика, в четвёртом сезоне; он появляется живым во флэшбэке и в качестве трупа в настоящем времени.

#### Охотники
- Крис Кой[англ.] — Мартин, житель Терминуса, один из охотников; ему нужно свести счёты с Тайризом. Позже появляется в галлюцинациях Тайриза.
- Бенджамин Папак — Альберт, один из охотников, который пытается отомстить группе Рика.
- Крис Бёрнс — Майк, один из охотников, следующий за лидером Гаретом, чтобы отомстить группе Рика за уничтожение их дома.
- Эйприл Биллингсли — Тереза, жительница Терминуса, одна из охотников.
- Трэвис Янг — Грег, житель Терминуса, один из охотников.

#### Мемориальная больница Грейди
- Тайлер Джеймс Уильямс — Ноа, выживший, с которым сталкивается Бет, который происходит из окружённой стеной общины в Ричмонде, Виргиния, но был похищен и вынужден остаться в Грейди. Он показал себя очень изобретательным, но имеет минимальный опыт выживания во внешнем мире. Поначалу он чувствует себя отстранённым от группы, несмотря на то, что они приняли его как часть семьи, но со временем он становится более расположенным к ним.
- Рики Уэйн — О'Доннелл, жестокий и циничный полицейский, которому надоел стиль руководства Дон, несмотря на то, что они были друзьями ещё с тех пор, когда они были новичками в полиции; он стремится устранить её. О'Доннелл и Дон также расходятся во мнении о том, как они должны экономить свои ресурсы, которые О'Доннелл планирует использовать в своих эгоистичных целях.
- Кристин Вудс — Дон Лернер, коррумпированный, манипулирующий, садистский и жестокий полицейский лидер в Мемориальной больнице Грейди и второстепенный антагонист в первой половине сезона.
- Эрик Дженсен[англ.] — доктор Стивен Эдвардс, коварный врач, тайно работающий на лейтенанта Лернер, которому нравится Бет. По иронии судьбы, он сохраняет свою значимость, как единственный врач в Грейди, убивая пленных («пациентов»).
- Тери Уайбл — Аманда Шеперд, офицер полиции и подчинённая Дон, которая не доверяет ей и знает о параноидальном монстре, которым стала Дон. Аманда гораздо более разумна, чем Дон, и сделает всё возможное, чтобы избежать кровопролития.
- Максимилиано Эрнандес — Боб Лэмсон, офицер полиции, подчинённый и старый друг Дон, который уважает Рика и является одним из самых сострадательных копов в Грейди, хотя он не отказывается использовать жестокость, чтобы обеспечить своё собственное выживание. Несмотря на своё недовольство руководством Дон, Боб не доверяет незнакомцам.
- Кристофер Мэттью Кук — Ликари, офицер полиции и подчинённый Дон, который, как и Шеперд, знает, кто она на самом деле, и знает, как работать с ней.
- Кейша Касл-Хьюз — Джоан, встреченная Бет выжившая, которая была изнасилована другими полицейскими в Грейди и попыталась убежать, но ей укусили руку и потом против воли ампутировали, хотя она предпочитала умереть.
- Каллен Мосс — Горман, жестокий и манипулирующий полицейский, который «спас» Бет в предыдущем сезоне; он насилует женщин в Грейди и быстро настраивает Бет против себя.

#### Александрия
- Росс Маркуанд — Аарон, бывший сотрудник НПО, а ныне вербовщик в Александрии, который приводит группу Рика и формирует дружбу с Дэрилом на основе того, что они чувствуют себя аутсайдерами в своих группа; у Аарона это связано с его гомосексуальностью.
- Това Фелдшу — Диана Монро, жёсткая, но понимающая бывшая конгрессвумен, которая теперь является лидером Александрии. Хотя она уверенна, что группа Рика может помочь им выжить, она несколько подозрительно относится к их всё более заметной роли в обществе.
- Александра Брекенридж — Джесси Андерсон, бывшая парикмахерша, которая живёт в Александрии вместе с сыновьями, Роном и Сэмом, и мужем Питом. Она помогает Рику приспособиться к обществу, и Рик быстро становится заинтересованным в Джесси, что кажется взаимным, и они делятся моментами флирта. Позже выясняется, что Пит жестоко обращается с ней, что приводит к жестокому конфликту между ним и Риком.
- Кори Брилл — Пит Андерсон, хирург в Александрии и жестокий муж Джесси; его действия приводят к конфликту с Риком. Поскольку Пит спасал жизни, Диана закрывает глаза на его жестокое поведение к Джесси, так же как и Джесси не желает жаловаться на него или бросить его; обе женщины надеются, что он станет лучше. Он является главным антагонистом во второй половине сезона.
- Джейсон Дуглас — Тобин, бригадир строительной бригады Александрии, который готов позволить некоторым членам своей бригады умереть, чтобы сохранить жизнь другим.
- Стив Култер — Редж Монро, муж Дианы и архитектор; он построил стены Александрии и, в отличие от Дианы, понимает жестокость Рика и хочет, чтобы все вместе верили, что это единственный способ восстановить цивилизацию.
- Майкл Трэйнор — Николас, поставщик припасов для Александрии, чья трусливая натура привела к тому, что другие люди были убиты; он затаил злобу на Гленна.
- Джордан Вудс-Робинсон — Эрик Райли, выживший, который живёт в Александрии, бойфренд Аарона и бывший партнёр по вербовке. Он, как и Аарон, считается аутсайдером из-за своей гомосексуальности. После травмы ноги Эрика Дэрил заменяет его в качестве партнёра Аарона по вербовке.
- Мейджор Додсон — Сэм Андерсон, младший сын Джесси и Пита, который привязывается к Кэрол. Он полностью осознаёт жестокие наклонности своего отца по отношению к своей матери и хочет иметь пистолет, чтобы защитить её, к большому огорчению Джесси.
- Остин Николс — Спенсер Монро, младший сын Дианы и Реджа и брат Эйдена; он питает симпатию к Саше. Несмотря на наличие эго, он более уравновешен, чем Эйден.
- Остин Абрамс — Рон Андерсон, старший сын Джесси и друг Майки и Карла. Он состоит в отношениях с Энид.
- Дэниел Бонжур — Эйден Монро, главный поставщик припасов в Александрии, и эгоцентричный старший сын Дианы и Реджа; у него быстро появляются разногласия с Гленном по поводу того, как заниматься поставкой припасов.
- Кейтлин Нейкон — Энид, интровертный подросток, поселившаяся в Александрии за восемь месяцев до прибытия группы Рика; Карл влюблён в неё, но она встречается с Роном.
- Элайджа Маркано — Майки, сын Николаса и друг Рона, Карла и Энид.
- Энн Махони — Оливия, жительница Александрии, которая следит за поставкой припасов для Александрии.
- Тед Хакаби — Брюс, член строительной бригады, который уважает Абрахама.
- Далия Лего — Фрэнсин, суровый член строительной бригады, которой Тобин готов пожертвовать, из-за чего она затаила на него злобу.
- Мэнди Кристин Керр — Барбара, жительница Александрии.
- Тиффани Морган — Эрин, жительница Александрии, которая дружит с Кэрол.
- Сьюзи Спиар Пёрселл — Шелли Нидермайер, жительница Александрии, одержимая идеей приобрести макаронную машину.

#### Прочие
- Ленни Джеймс — Морган Джонс, первый выживший, с которым Рик когда-либо сталкивался, ранее страдавший психическими расстройствами после потери сына.
- Дэвид Моррисси — Губернатор, неуравновешенный и маниакальный покойный бывший лидер Вудбери, чьи действия разрушили тюрьму в 4-м сезоне; появляется в галлюцинациях.
- Бенедикт Сэмюэл — Лидер «Волков», холодный, жадный и безразличный лидер «Волков», которые убивают людей и забирают их припасы. Они вырезают букву «W» на лбу людей и дают им стать ходячими. Шоураннер Скотт М. Гимпл сказал, что одним из возможных имён для персонажа является «Оуэн»[11].
- Брайтон Шарбино и Кайла Кенеди — Лиззи и Мика Сэмюэлс[англ.], две умершие молодые сестры, ранее находившиеся под опекой Тайриза и Кэрол. Они появляются в галлюцинациях.
- Робин Лорд Тейлор — Сэм, неопытный, но позитивно настроенный выживший, с которым Рик ранее встречался во время поиска припасов, но исчез после того, как его подруга Ана была убита ходячими.

## Производство
29 октября 2013 года AMC продлило «Ходячих мертвецов» на пятый сезон. Съёмки сезона начались 5 мая 2014 года, а завершились 22 ноября 2014 года. Скотт М. Гимпл остался в должности шоураннера, которую он занимал с четвёртого сезона. В январе 2015 года было объявлено, что Росс Маркуанд получил одну из главных ролей в сериале, и он появится во второй половине сезоне. Считалось, что Маркуанд будет играть Аарона, значимого персонажа из серии комиксов. Персонаж дебютировал в десятом эпизоде, «Они», и его роль Аарона была официально подтверждена. Помимо Аарона в этом сезоне также представлены значимые персонажи из комиксов, среди которых Брюс, Эрик, Николас, Оливия и Тобин. Финал сезона транслировался в расширенном 90-минутном временном слоте.
Названия пяти последних эпизодов сезона («Помни», «Забудь», «Отбрось», «Пытаться» и «Победить»), в которых присутствуют персонажи из Александрии, отсылают к роману Уильяма Фолкнера «Шум и ярость», который Дейл цитирует в эпизоде первого сезона, «Братки».

### Сценарий
Скотт М. Гимпл отметил, что сериал будет следовать своему исходному материалу больше, чем раньше, в пятом сезоне, за исключением таких оригинальных персонажей, как Дэрил Диксон, и умерших персонажей из комиксов, которые живы в сериале, и наоборот.
Пятый сезон адаптирует материал из комиксов «Том 10: Чем мы стали», «Том 11: Бойтесь охотников», «Том 12: Живые среди них» и «Том 13: Нет пути назад». В то время как сериал оставался верным комиксу, Бет Грин и её сюжетная арка были в значительной степени созданы для сериала. Несмотря на это, сценарий, в котором Рик Граймс преследует человека, предавшего доверие группы, был моментом из исходного материала, хотя и с другим персонажем.

## Эпизоды
| № общий | № в сезоне | Название                                                             | Режиссёр             | Автор сценария                  | Дата премьеры   | Зрители в США (млн) |
| --- | ---------- | -------------------------------------------------------------------- | -------------------- | ------------------------------- | --------------- | ------------------- |
| 52 | 1          | «Нет Святилища» «No Sanctuary»                                       | Грег Никотеро        | Скотт М. Гимпл                  | 12 октября 2014 | 17,30               |
| Серия начинается с флэшбэка о прошлом обитателей Терминуса. В нём Гарет находится запертым в вагоне вместе с несколькими его близкими. Действие переносится в настоящее: Рик и его группа готовится к отпору, вооружившись заострённой щепой и всем тем, что нашлось под рукой. Однако сверху в вагон закидывается дымовая граната - и вот уже связанные Рик, Гленн, Боб и Дэрил вместе с другими, незнакомыми им пленниками оказываются стоящими на коленях у ванной. Пара мужчин начинает забивать пленников как скот — оглушая битой и перерезая им горло. Рик готовится предпринять атаку с щепой, но в этот момент входит Гарет. Он игнорирует мольбы Боба и лишь интересуется у Рика, что находится в сумке, которую видели охранники Терминуса с дальнего поста. Рик отвечает, что там хранится оружие «из которого я вас и буду убивать». Внезапно раздаётся стрельба и по рации Гарету сообщают о приближении большой толпы ходячих. Он спешно уходит. Атака совпадает с нападением Кэрол на лже-убежище, которая незадолго до этого, обезвредив одного из охранников в сторожке близ Терминуса, помешала ему устроить взрывы и тем самым отвлечь ходящих от стрельбы в Терминусе. Она заподозрила, что её друзья попали здесь в западню. Тайриз остаётся охранять дочку Рика, а Кэрол, замаскировавшись под зомби, наблюдает через оптический прицел пленного Рика и остальных своих товарищей. Она расстреливает цистерну с газом и подрывает её, снеся часть ограждения, и путь в город для зомби теперь открыт. Воспользовавшись суматохой, Рик заострённым краем щепы разрезает пластиковые наручники и убивает своих несостоявшихся мясников. Рик и его товарищи видят расчленённые и подвешенные на крюках тела предыдущих жертв — жители Терминуса оказались каннибалами. Рик и его люди завладевают оружием. Теперь они пробираются к вагону с другими оставшимися членами группы и освобождают их. Вместе они покидают Терминус и выкапывают сумку. Появляется Кэрол. Вместе они идут к сторожке, у которой Тайриз был вынужден врукопашную отбиваться от нескольких ходячих и едва не погиб из-за захватившего Джудит охранника, но всё же справился. Тайриз и Саша снова вместе. Серия завершается флэшбэком из жизни Гарета. Терминус, изначально действительно служивший убежищем, на каком-то этапе был захвачен бандитами и там воцарились насилие и хаос, а Гарет и его близкие, некогда мирные люди, на себе испытали бесчинства бандитов. После титров появляется странник. Перед нами Морган Джонс. |            |                                                                      |                      |                                 |                 |                     |
| 53 | 2          | «Чужие» «Strangers»                                                  | Дэвид Бойд           | Роберт Киркман                  | 19 октября 2014 | 15,14               |
| Воссоединённая группа Рика сталкивается в лесу со священником, которого загнали на валун несколько ходячих. Быстро разобравшись с зомби, все с удивлением и напряжением рассматривают незнакомца. Темнокожий священник представляется и объясняет своё положение. Его зовут Гэбриел Стоукс. Из религиозных убеждений он не убивает ходячих, а выжить так долго ему удалось благодаря продуктовым запасам в церкви, которые только недавно закончились. Группа направляется туда. Абрахам постоянно пытается уговорить Рика следовать в Вашингтон, где Юджин может спасти человечество, но Рик не соглашается. Близ церкви находится автобус и Абрахам заверяет, что через пару дней он его восстановит. В церкви остаются Карл, Тайриз с Джудит, а также троица Абрахама Форда. Все остальные отправляются в близлежащий городок за продуктами. Рик берет с собой и Гэбриела. Продукты удаётся раздобыть, при этом никак не защищающийся от зомби Гэбриел едва не погибает. По возвращении Рик расспрашивает Карла о том, как прошёл день. Карл показывает отцу следы от попыток проникнуть в церковь через окно, оставленные кем-то до их прибытия сюда. Также он нашёл на стене проклятье в адрес Гэбриела Стоукса. Наступает вечер, и люди Рика позволяют себе выпить и наесться вдоволь. Абрахам продолжает уговаривать Рика следовать в Вашингтон, утверждая, что по информации Юджина в Вашингтоне есть стратегические бункеры с запасами продовольствия и медикаментов на долгие годы. Рик, озабоченный будущим Джудит, соглашается. Дэрил и Кэрол приводят в порядок легковой автомобиль. Мимо них проносится автомобиль с белым крестом на стекле. Это те же люди, что украли Бет Грин. Дэрил и Кэрол отправляются в погоню. Боб Стуки выходит проветриться. Он не может сдержать слёз. Внезапно кто-то оглушает его. Боб приходит в себя у костра с людьми из Терминуса. С ним говорит Гарет и рассказывает, что так как они теперь тоже ищут убежище и настроены на месть, то они незаметно сопровождали группу Рика всё это время. Также он добавляет, что на вкус Боб оказался лучше, чем они думали. Камера отъезжает и становится видно, что у Боба отрублена нога. |            |                                                                      |                      |                                 |                 |                     |
| 54 | 3          | «Четыре стены и одна крыша» «Four Walls and a Roof»                  | Джеффри Ф. Дженьюари | Анджела Канг и Кори Рид         | 27 октября 2014 | 13,80               |
| Поиски Боба, Дэрила и Кэрол ни к чему не приводят. Лишённый ноги, Боб говорит каннибалам, что они съели мясо заражённого человека, и показывает укус зомби на своём плече. Саша считает священника виновным в исчезновении друзей. Она едва не расправляется с ним, требуя правды. Гэбриел Стоукс ничего не знает о пропаже трёх людей группы. Под давлением Саши и Рика он лишь рассказывает всю правду о себе. В самом начале зомби-апокалипсиса он не впустил в церковь ищущих спасения людей. Их растерзали зомби. Снаружи слышны звуки. У входа лежит Боб. Его заносят внутрь. Боб рассказывает о том, что с ним произошло, предупреждая, что он укушен. Также он сообщает местонахождения Гарета и его людей. Рик решает атаковать Гарета сразу же. Однако в нападении на каннибалов из-за опасности для Юджина не считает нужным участвовать Абрахам Форд. Он предлагает немедленно всем уезжать в Вашингтон. Рик настаивает на том, чтобы дождаться Дэрила и Кэрол. Противостояние лидеров едва не заканчивается дракой. Лишь вмешательство Тары и Гленна разряжает обстановку. Договариваются на следующем: Абрахам, Росита и Юджин ждут до полудня следующего дня, Тара, Гленн и Мэгги присоединятся к ним вне зависимости от развития событий, а сейчас Абрахам вольется в «штурмовую» группу. Рик и почти все боеспособные члены группы отправляются к школе, где находится Гарет. Как только Рик с людьми скрывается в лесу, появляется группа Гарета, следившая за церковью. Они проникают внутрь. Бандиты по плачу Джудит определяют помещение, где находится сын и дочь Рика, Тайриз, Росита, Юджин, умирающий Боб и священник. Неожиданно двоих бандитов, стоящих у дверей этого помещения, убивают люди Рика. Они вернулись и стоят позади бандитов, держа их на мушках. Гарет приказывает не оказывать сопротивление. После короткого диалога Рик напоминает обещание, данное им Гарету в момент, когда их собирались забить как скот в Терминусе. С этими словами он изрубает Гарета тесаком. Всех бывших жителей Терминуса убивают. Наступает новый день. Группа Рика вновь оказывается разделённой: Абрахам и его группа уезжают, а вместе с ними уезжают Тара, Гленн и Мэгги. Рику оставляют карту с маршрутом, по которому поедет Абрахам. Также на карте Абрахам просит прощения за стычку накануне. С Бобом все успели проститься. Вечером Мишонн, сидящая на крыльце церкви, слышит шум неподалеку. Достав катану, Мишонн осторожно идёт на звуки. Из темноты выходит Дэрил. На вопрос Мишонн о том, где же Кэрол, он говорит кому-то позади него выйти из темноты. |            |                                                                      |                      |                                 |                 |                     |
| 55 | 4          | «Слабтаун» «Slabtown»                                                | Майкл Э. Сатраземис  | Мэттью Негрете и Ченнинг Пауэлл | 2 ноября 2014   | 14,52               |
| Бет приходит в себя в какой-то больнице Атланты. Полицейская Дон Лернер назначает её медсестрой доктора Стивена Эдвардса. В больницу поступает тяжелораненый. Один из полицейских, спасших Бет, начинает домогаться девушки. Его назойливое внимание на некоторое время удаётся пресечь доктору Эдвардсу. Бет интересуется у доктора, почему он терпит тиранические условия существования в больнице. Доктор поясняет, что это всё равно лучше, чем безысходный ужас существования в мире вне медучреждения, полном зомби. Заодно он даёт указание дать поступившему мужчине дозу «Клоназепама». Это лекарство вызывает смертельный приступ. Офицер Дон обвиняет Бет в этой смерти. Однако в ситуацию вмешивается Ноа и берёт вину на себя, за что оказывается избитым. Бет пока не может понять, зачем доктор дал заведомо неверные указания насчёт лекарств. Ноа и Бет определяются с планом побега из тоталитарной больницы через шахту лифта. Для исполнения этого плана нужно похитить ключи из кабинета офицера Дон. Пока Бет достаёт ключ, ей приходится выслушать исповедь одной из умирающих — Джоан — про реальные условия существования в больнице, которая получила тяжёлые ранения и ампутацию во время попытки побега из больницы. Полицейский Горман, принуждающий Бет к сексуальному контакту, получает от неё оглушающий удар и остаётся без сознания наедине с Джоан, которая впала в кому и вот-вот должна превратиться в зомби, а значит сразу напасть на Гормана. Бет и Ноа в это время удаётся спуститься через шахту лифта на первый этаж и, отстреливаясь от ходячих, вырваться наружу. Уже во дворе Бет схватывают охранники больницы, но Бет успевает увидеть, что Ноа удаётся выбраться. Бет оказывается избитой офицером Лернер и узнает, что Эдвардс нарочно сделал так, чтобы поступивший мужчина погиб от её рук из-за заведомо неверного врачебного указания. Эдвардс знал его ранее — он был так же врачом. Таким способом Эдвардс убрал своего вероятного конкурента. Бет, ужаснувшись этого факта, собирается убить Эдвардса и уже идёт к нему, сосредотачиваясь. В этот момент поступает пациентка, находящаяся без сознания. Бет узнаёт в ней Кэрол. |            |                                                                      |                      |                                 |                 |                     |
| 56 | 5          | «Самопомощь» «Self Help»                                             | Эрнест Дикерсон      | Хезер Беллсон и Сет Хоффман     | 9 ноября 2014   | 13,53               |
| Автобус Абрахама Форда движется в сторону Вашингтона. Происходит поломка, и автобус сталкивается с брошенной легковой машиной и опрокидывается на бок. К нему подтягиваются зомби. Флэшбэк из жизни Абрахама: в схватке внутри какого-то магазинчика, Абрахам убивает нескольких бандитов. Его жена и дети сильно испуганны всем произошедшим. Пассажиры автобуса приходят в себя и начинают зачищать ходячих. Уничтожение зомби проходит удачно. Однако салон автобуса загорается — пропадают запасы еды и медикаменты. Абрахам стремится идти вперёд, несмотря ни на что, и получает на это чёткую поддержку Гленна и всех других, кроме Юджина. Группа Абрахама обосновывается в здании книжного магазина в ближайшем городке. Абрахам благодарит Гленна за поддержку. Ночью он занимается сексом с Роситой. За ними наблюдает Юджин. К нему подходит Тара, и Юджин признаётся ей, что поломка автобуса — его рук дело. Утром группа Абрахама отправляется в путь, собираясь воспользоваться пожарной машиной. Машина едва отъезжает от дверей и сразу глохнет. Из здания начинают выходить зомби. Начинается схватка. В самый трудный момент зомби раскидываются Юджином струёй из пожарного шланга. В новом флэшбэке Абрахам просыпается один. Жена оставила записку, чтобы он не искал их. Пожарная машина останавливается на одном из перекрёстков. Абрахам что-то в ней ремонтирует. Юджин читает книгу. Отойдя недалеко, все видят супер-стадо ходячих. Абрахам собирается пробиться на полном ходу. Все без исключения против этой идеи, но Абрахам никого не слушает. Он хватает Юджина за руку и влечёт его к машине. Юджин кричит, что он не учёный. Все останавливаются. Юджин признаётся, что он самозванец, а некоторые его полезные умения и знания - лишь результат высокого IQ и разносторонней развитости. При этом достигнуть Вашингтона всё равно будет полезно, так как это повысит шансы группы на спасение. Абрахам Форд отправляет Юджина Портера в нокаут, и намеревается бить уже бесчувственного «учёного». Его едва сдерживает Росита. Серия заканчивается флэшбэком. Абрахам находит растерзанные тела жены и детей. Он собирается застрелиться, но в этот момент слышит крики о помощи. Абрахам убивает трёх зомби, преследующих упитанного мужчину (это Юджин), и собирается уходить. Спасённый просит не покидать его, а на вопрос Абрахама «почему же?», Юджин отвечает «у меня очень важная миссия». |            |                                                                      |                      |                                 |                 |                     |
| 57 | 6          | «Измождённый» «Consumed»                                             | Сет Манн             | Мэттью Негрете и Кори Рид       | 16 ноября 2014  | 14,07               |
| В начале серии показывается, что было с Кэрол, после того как Рик попросил уйти её после событий в тюрьме. Дэрил и Кэрол едут за машиной с белым крестом в Атланту, где у Дэрила заканчивается бензин. Из маршрута следует, что местонахождение Бет — в центре города. Переночевав в центре помощи, куда до зомби-апокалипсиса попадала Кэрол с Софией, Дэрил и Кэрол следуют вглубь Атланты. Разглядывая окрестности через прицел, Дэрил видит на мосту брошенный микроавтобус с белыми крестами. Протискиваясь через забаррикадированную дверь, Кэрол обезоруживается Ноа. Кэрол стреляет в убегающего Ноа из револьвера, но Дэрил успевает отвести её руку в сторону, пожалев грабителя. Далее они идут лишь с револьвером, заряженным тремя патронами. Микроавтобус передними колёсами свешивается с моста. Внутри машины есть носилки с названием медучреждения. Таким образом, местонахождение Бет можно считать установленным, но автомобиль обступают ходячие и начинают его раскачивать. Дэрил и Кэрол пристёгиваются ремнями безопасности. Зомби сбрасывают микроавтобус. Кэрол травмирует руку. Дэрил и Кэрол проникают в офисную многоэтажку около больницы и изучают здание медучреждения. Где-то в коридоре раздаётся стрельба. Дэрил и Кэрол бегут на звуки и обнаруживают Ноа, едва отбивающегося от ходячих. Дэрил убивает нескольких зомби, возвращает Кэрол автоматическую винтовку и собирается уходить, оставив юношу придавленным книжным шкафом и лицом к лицу с рвущемуся к нему зомби. Кэрол уговаривает Дэрила не бросать Ноа. Дэрил, поколебавшись, вызволяет незадачливого грабителя. В коротком разговоре выясняется: что Ноа знает о Бет, что она помогла ему сбежать, но сама не смогла покинуть больницу. Также Ноа говорит, что нужно спешно уходить, так как на звуки стрельбы вот-вот подъедет вооружённый патруль из больницы. Втроём они спускаются к выходу. Кэрол выбегает первой и оказывается сбитой подъехавшим патрулём. Ноа удерживает Дэрила от вмешательства, говоря, что в больнице Кэрол обязательно помогут, а перестрелка выйдет не в их пользу. Дэрил и Ноа покидают Атланту на грузовике. |            |                                                                      |                      |                                 |                 |                     |
| 58 | 7          | «Пересечённые» «Crossed»                                             | Билли Джирхарт       | Сет Хоффман                     | 23 ноября 2014  | 13,33               |
| Дэрил вернулся вместе с Ноа. В церкви остались Карл и Джудит вместе с Мишонн и священником. Все остальные отправились в Атланту на вызволение Бет и Кэрол. Карл пытается обучить Гэбриела азам самозащиты с холодным оружием. Священник выбирает тесак и удаляется в кабинет. Из него он покидает церковь через потайной чёрный ход, серьёзно ранив при этом ногу. В больнице Бет слышит, как полицейский О'Доннел просит Дон остановить лечение Кэрол, поскольку считает, что она не выживет. Бэт требует от Дон, чтобы та приказала продолжить лечение Кэрол, но Дон боится идти наперекор окружению, опасаясь за своё место, однако тайно отдает ей ключи от сейфа с медикаментами. Бет узнаёт от доктора Эдвардса, что Кэрол способно помочь определённое лекарство, однако возможен летальный исход, так как она недостаточно обследована. Мэгги прикрывает от зноя находящегося без сознания Юджина и пытается разговорить Абрахама. Тем временем, Росита, Гленн и Тара вылавливают в ручье рыбу. Юджин приходит в себя. В Атланте Рик и Дэрил приходят к плану по захвату патрульной группы из больницы в заложники и последующему обмену захваченных на Бет и Кэрол. План удаётся. Риком захвачены три члена группы офицера Дон Лернер. Один из заложников, офицер Лэмсон, оставшийся под охраной Саши, рассказывает выдуманную историю своего выживания в начале зомби-апокалипсиса. История вызывает эмпатию Саши к нему. Как результат — связанный мужчина просит пристрелить обездвиженного зомби, который якобы был его другом и на чьём месте должен был быть Лэмсон. Для этого нужно пройти в соседний зал, откуда можно его увидеть, и оттуда одним выстрелом прекратить «страдания друга». Саша поддаётся на уловку. В момент высматривания в оптику, Лэмсон оглушает Сашу и совершает побег. |            |                                                                      |                      |                                 |                 |                     |
| 59 | 8          | «Завершение» «Coda»                                                  | Эрнест Дикерсон      | Анджела Канг                    | 30 ноября 2014  | 14,80               |
| Рик на машине отправляется в погоню за Лэмсоном. Он настигает беглеца, но тот, вопреки требованиям остановиться и сдаться, продолжает убегать, вынудив Рика сбить его. Рик добивает Лэмсона выстрелом в голову. Оставшиеся пленники убеждают Рика солгать Дон, что Лэмсон умер от рук ходячих, иначе обмен может сорваться. Габриэл приходит в школу, где некогда Боб лишился ноги, но вырвавшиеся оттуда ходячие вынуждают его отступить назад к церкви. Раненый священник панически ломится в двери, умоляя впустить его, как когда-то его умоляли нуждающиеся в помощи люди, которых он проигнорировал. Карл и Мишонн впускают Габриэла, но ходячие проникают внутрь и вынуждают их выйти наружу и запереть ходячих в церкви. Под их напором двери церкви начинают слабеть, но в этот момент приезжает Абрахам со своей группой на пожарной машине, с помощью которой они блокируют вход. Тем временем в Атланте, Дон пытается найти общий язык с Бет, но та холодна к ней: она упрекает Дон за попустительство к беспредельному поведению полицейских, обвиняя её в эгоизме. Дон признается, что знала о причастности Бет в смерти Гормана, но умолчала об этом, чтобы защитить её, а также напоминает ей о помощи в лечении Кэрол. Этот разговор подслушивает О'Доннел и угрожает Дон, что расскажет об этом всем. Между ними начинается схватка, в результате которой Бет сбрасывает О'Доннела в лифтовую шахту. Рик встречается с патрульными больницы, предлагает обмен пленными и получает согласие. Дон с охранниками, Бет и Кэрол встречают группу Рика в коридоре больницы. Поначалу обмен проходит успешно — все пленные возвращаются к своим. Однако Дон неожиданно требует вернуть еще и Ноа. Рик отказывается, однако Ноа добровольно соглашается вернуться, не желая подвергать опасности остальных. Бет неожиданно нападает на Дон, ранив её ножницами в плечо, а Дон рефлекторно выстреливает ей в голову. Дон пытается что-то объяснить, но Дэрил убивает её. Тем не менее, всеобщей перестрелки удается избежать. К больнице подъезжают остальные члены группы Рика. При виде мёртвой Бет, выносимой на руках плачущим Дэрилом, Мэгги охватывает безутешное горе. После финальных титров появляется Морган, который нашёл церковь и обнаруживает в ней карту с надписью Абрахама о Рике. |            |                                                                      |                      |                                 |                 |                     |
| 60 | 9          | «Что случилось и что происходит» «What Happened and What's Going On» | Грег Никотеро        | Скотт М. Гимпл                  | 8 февраля 2015  | 15,64               |
| Гленн, Мишон, Рик, Тайриз и Ноа отправляются к родственникам Ноа, куда ранее Бет хотела отвести его. Прибыв на место, они обнаруживают, что никого в живых в том селении не осталось. Ноа отчаивается. Тайриз говорит с ним и убеждает продолжить свой путь. Мишонн, уставшая от пути в никуда, предлагает Рику перестроить ограду, восстановить жилища и осесть здесь. Но Рик находит место неудачным для обороны, и говорит, что здесь они повторят судьбу предыдущих жителей. Ноа и Тайриз идут в бывший дом Ноа, обнаруживая там, что все его родственники мертвы. Тайриза кусает ходячий, и после укуса у него начинаются галлюцинации, в которых он общается с Губернатором, Бет, Бобом, Лиззи и другими. На крики Ноа все спешат на помощь. Решение отрубить укушенную руку даёт шанс на спасение. По дороге к другой части группы, Тайриза, впавшего в бессознательное состояние, продолжают посещать видения. Вскоре машина останавливается. Из неё выносят Тайриза. Он умер. |            |                                                                      |                      |                                 |                 |                     |
| 61 | 10         | «Они» «Them»                                                         | Джулиус Рамзи        | Хезер Беллсон                   | 15 февраля 2015 | 12,27               |
| Воссоединённая группа Рика движется к Вашингтону. Бензин кончился и все идут пешком. Стоит изнурительная жара, а запасы воды на исходе. Дэрил, Мэгги и Саша находятся в подавленном состоянии из-за смерти близких. У моста группа ликвидирует небольшое скопление ходячих. Изначальный план, когда ходячих можно было просто отталкивать и они падали с крутой обочины моста в небольшой обрыв, срывается, потому что Саша атакует ходячих с ножом. Добивать ходячих приходится теперь уже всем вместе с оружием в руках. Дэрил постоянно отходит от группы, стремясь побыть в одиночестве. На привале к группе выбегают три голодных и явно готовых напасть собаки. Всеобщая заминка разрешается уничтожением псов Сашей из автоматической винтовки. Убитые животные идут на обед. Абрахам прикладывается к бутылке виски. На дороге обнаруживаются пластиковые бутыли с водой с подписью, что это безопасная помощь. Все приходят в тревожное состояние. Юджин хватает бутылку и собирается её выпить. Однако её выбивает Абрахам. Начинается дождь. Дэрил говорит Рику, что недалеко есть сарай. Грозу, переходящую в штормовое ненастье, лучше всего провести под крышей. Ночью Рик рассказывает историю своего деда, прошедшего Вторую мировую войну. Ему помогло выжить то, что всю войну он считал себя уже убитым, не надеясь на спасение, и тем не менее выжил. Определённым образом, резюмирует Рик, мы тоже уже мертвы. Однако эти размышления возмущают Дэрила. Он протестует, настаивая, что он не мёртв, что все они не мертвы. Когда все засыпают, Дэрил, никак не находящий себе места, подходит к воротам — которые закрыты на цепь, но имеют широкий проём — и видит стадо ходячих, подошедших под шум грозы к воротам. Ходячие наваливаются на широкие створы, и Дэрил едва успевает их сомкнуть, сдерживая толпу из последних сил. От шума просыпается Саша и спешит на помощь. Пробуждаются все и наваливаются на ворота. На рассвете Мэгги будит Сашу и говорит, что у неё есть небольшой сюрприз. Они проходят мимо бурелома вокруг сарая, который разметал и передавил ночных зомби. Мэгги достаёт исправленную Дэрилом шкатулку. Шкатулка заводится, но не срабатывает. Саша всё равно оценивает это проявление дружбы, и благодарит Мэгги. Из зарослей появляется опрятно одетый незнакомый мужчина. Девушки направляют на него оружие. Мужчина представляется Аароном. Он говорит, что желает встретиться с их лидером «кажется Риком», и что он не представляет угрозы, а наоборот, хочет помочь. Срабатывает шкатулка. Над утренней опушкой леса звучит мелодия. |            |                                                                      |                      |                                 |                 |                     |
| 62 | 11         | «Расстояние» «The Distance»                                          | Лариса Кондраки      | Сет Хоффман                     | 22 февраля 2015 | 13,44               |
| Аарон рассказывает об Александрии. Он говорит, что это безопасное место с запасами провианта, и предлагает присоединиться к его сообществу. Рик прерывает его речь, отправив Аарона в нокаут. Содержимое рюкзака Аарона вызывает подозрение. Там есть ракетница. Пришедший в себя мужчина говорит, что ракетница ему нужна для связи с другими членами его группы, если он попадёт в опасность. Также Аарон сообщает, что в определённом месте им оставлены два микроавтобуса, на которых все могли бы добраться до Александрии. Мишонн убеждает Рика проверить это. Рик соглашается и отправляет туда часть группы. Также он говорит Аарону, что если его люди не вернутся через определённое время, то он его убьёт. Информация скаута из Александрии оказывается верной. Все отправляются к автомобилям. Однако поедут они не по шоссе предлагаемом Аароном, а другой дорогой. Аарон настаивает на том, что хайвей Рика полон зомби. Кроме того, приближается ночь. Но Рик опасается возможной засады и все двигаются по его маршруту. Во время езды, Мишонн из разговора с Аароном узнаёт, что у него есть параболический микрофон. Раз так, то возможно все их планы прослушивались людьми из Александрии. Рик приказывает срочно менять маршрут. В это время недалеко взлетает сигнальная ракета. К машине приближаются зомби. Аарон видит ракету его спутников из Александрии и, воспользовавшись моментом, убегает. Однако его догоняет Гленн, и это совпадает с атакой зомби. Аарон умоляет вернуть ему оружие и снять наручники. Получив пистолет, он, Гленн, Рик и Мишонн отбиваются от ходячих и вскоре воссоединяются с остальными. Аарон приводит всех в неосновное, но относительно безопасное, место, где встречает своего друга Эрика. Здесь выясняется, что Аарон и Эрик не просто друзья, а гомосексуальная пара. У Эрика повреждена нога, поэтому Аарон наотрез отказывается двигаться дальше ночью и уговаривает Рика и его людей заночевать в этом месте. Утром группа Рика подъезжает к Александрии. |            |                                                                      |                      |                                 |                 |                     |
| 63 | 12         | «Помни» «Remember»                                                   | Грег Никотеро        | Ченнинг Пауэлл                  | 1 марта 2015    | 14,43               |
| Люди Рика один на один общаются с главою общины Александрии Дианой Монро. Огнестрельное оружие сдано, но холодное оставлено. Для вновь прибывших выделено два просторных двухэтажных дома. Рик и его люди не могут привыкнуть к всеобщему спокойствию и атмосфере благоденствия. Карл знакомится со сверстниками. Местная девушка, незаметно для остальных, покидает Александрию через высокое ограждение. Карл следует за ней, но теряет её из виду. Рик проверяет тайник, где накануне оставлял пистолет. Тайник пуст. К Рику выходит Карл, и они убивают нескольких ходячих, проверяя навыки выживания. Гленн, Мэгги и Тара приглашены на обследование близлежащей территории вместе с сыном главы общины — Эйденом, и другим александрийцем Николасом. Эйден проявляет себя самоуверенным, но инфантильным человеком. Он пытается казаться лидером и требует беспрекословного подчинения, но первое же столкновение с ходячим — накануне посаженного им же на цепь «ради мести» — показывает абсурдность таких требований. Люди Рика ошеломлены уровнем непонимания Эйденом и Николасом опасностей выживания в мире зомби. Эйден пребывает в ярости от неподчинения «новенькими» его приказам. Уже после нескольких дней в Александрии Рик и все остальные его люди приходят к выводу, что почти все александрийцы слабы и не выживут вне стен общины. Как только Гленн и Эйден возвращаются в Александрию, сын Дианы Монро ультимативно заявляет, что если пришедшие не желают жить по местным правилам, они должны убраться. Эйден провоцирует драку с Гленном. На помощь Гленну сразу же приходит Дэрил. Лишь экстренное вмешательство Рика не позволяет пролиться крови. Рик шепчет Дэрилу, что «ещё рано». Диана Монро предлагает Рику и Мишонн стать полицейскими в Александрии. Вечером на веранде Рик, Кэрол и Дэрил говорят о будущем. Рик говорит, что пока надо восстанавливать силы и привыкать к здешним укладам, а если местные правила начнут им сильно мешать, то тогда они заберут это место себе. |            |                                                                      |                      |                                 |                 |                     |
| 64 | 13         | «Забыть» «Forget»                                                    | Дэвид Бойд           | Кори Рид                        | 8 марта 2015    | 14,53               |
| Диана Монро приглашает всех новых жителей на вечер, где они смогут пообщаться поближе. Рик, Кэрол и Дэрил обсуждают в лесу текущие дела и планируют похищение части оружия из практически неохраняемой оружейной городка. Они убивают нескольких ходячих, и на лбу одного зомби замечают вырезанную букву «W». Дэрил с Аароном пытаются изловить коня, но тот убегает от них и оказывается растерзанным ходячими. Кэрол после начала вечеринки похищает часть оружия. Во время этой операции её находит сын Джесси — Сэм. Кэрол угрожает ему, требуя сохранить то что он видел в тайне. Дэрил игнорирует встречу, но заходит в гости к Аарону и Эрику. Аарон показывает разобранный мотоцикл, который он намерен подарить Дэрилу, но также Аарон желает, чтобы Дэрил присоединился к нему в качестве скаута и рекрутёра новых жителей Александрии. Дэрил принимает это предложение. На вечере у Саши происходит нервный срыв. Рик, Кэрол и Дэрил вновь встречаются в условленном месте в лесу. Дэрил сомневается в необходимости делать тайник, считая Александрию и так достаточно безопасной. Рик же берёт один из пистолетов себе. По возвращении в городок, Рик подходит к стене и приходит в странное, полусомнамбулическое настроение. |            |                                                                      |                      |                                 |                 |                     |
| 65 | 14         | «Отбрось» «Spend»                                                    | Дженнифер Линч       | Мэттью Негрете                  | 15 марта 2015   | 13,78               |
| Ноа встречается с супругом Дианы Монро и просит его стать учителем в строительном деле. За запасными частями к солнечным батареям, которые вышли из строя и обесточили город, снаряжается группа. Её возглавляет Гленн. Вместе с ним едут Юджин, Тара, Ноа, Эйден и Николас. Нужные запчасти найдены в супермаркете, но на Эйдена выходит зомби в шлеме и бронежилете. Эйден несколькими выстрелами ликвидирует его, но последняя пуля детонирует гранату на амуниции зомби. Абрахам идёт с другой группой за стройматериалами для ограды. Их атакуют ходячие. Лишь инициативность и решительность Абрахама спасает Фрасину, которую уже собираются бросить. В супермаркете Гленн и остальные приходят в себя после взрыва. Эйден тяжело ранен. Тара тоже и находится без сознания. Попытки снять Эйдена со штырей, на которые его отбросило взрывом, срываются из-за трусости Николаса. Эйден пожирается ходячими. Гленн, Ноа и Николас бегут к центральному входу супермаркета, но блокируются в дверях-вертушке ходячими. Юджин взваливает Тару и уходит, как умея отстреливаясь от зомби, другим выходом. В дверях-вертушке Николас игнорирует мольбы Гленна и Ноа и вырывается на волю. Из-за поворота дверей, они оказываются в досягаемости ходячих. Ноа растерзывают зомби. К центральному входу с включенной музыкой подъезжает Юджин, отвлекая бо́льшую часть зомби. Добежав до машины, Николас требует от Юджина немедленно уезжать. Юджин отказывается, но Николас откидывает его от машины. Появляется Гленн и нокаутирует Николаса. Оставшиеся в живых возвращаются в город. Гэбриел, используя библейские метафоры, говорит Диане Монро о крайней опасности и неконтролируемости людей Рика. Разговор случайно слышит Мэгги. Кэрол посещает Сэм, прося сделать для него печенье как на предыдущей вечеринке. Из беседы с мальчиком и попытки посетить его семью, Кэрол понимает, что доктор Пит избивает жену и сына. Кэрол сообщает это Рику и предлагает способ решения этой проблемы — убийство Пита. |            |                                                                      |                      |                                 |                 |                     |
| 66 | 15         | «Пытаться» «Try»                                                     | Майкл Э. Сатраземис  | Анджела Канг                    | 22 марта 2015   | 13,76               |
| В доме Дианы Монро траур. Семья мэра слушает музыку (трек группы Nine Inch Nails - Somewhat Damaged), записанную на диск погибшим Эйденом. Кэрол готовит запеканку для семьи Монро и прикладывает к ней записку: «Мы очень сожалеем о вашей утрате». Диана забирает записку, оставляя запеканку на пороге. Рэдж просит выключить музыку. Диана сжигает записку в пламени свечи. Николас и Гленн рассказывают свои версии того, что произошло во время вылазки. Николас — Диане, Гленн — Рику. Николас лжёт, перекладывая вину за смерть Эйдена и Ноа на Гленна. Диана решает запретить покидать территорию Александрии Николасу и Гленну до того, как она разберётся в происходящем. Гленн говорит Николасу, что на его совести смерть пяти человек и что такие как он обычно не выживают. Николас идёт в лес и забирает пистолет, который ранее оставил Рик. Дэрил и Аарон ищут новых выживших в округе Александрии. Во время зачистки территории от зомби они видят свет вдалеке. Дэрил предполагает, что там может кто-то быть. Приблизившись, они видят оторванные руки и ноги мёртвого человека. Дэрил считает, что его туловище забрали с собой те, кто это сделал. Двигаясь по их следам, они находят мёртвую голую девушку, привязанную к дереву. По-видимому, её съели живьём. На лбу у неё вырезана буква «W». Саша отстреливает зомби, которые скапливаются около ограды. Позже Розита приходит к Мишонн и сообщает, что Саша пропала. Они отправляются на поиски Саши, понимая, что она охотится на зомби. Розита и Мишонн настигают Сашу и помогают ей отбиться от большой группы зомби. Саша раздражена и говорит, что не нуждается в их помощи. Вернувшись, она располагается на вышке и отстреливает зомби у забора. У одного из них на лбу вырезана буква «W». Также Саша видит мельком в прицел винтовки двух убегающих женщин. Карл идёт за Энид. Подростки знакомятся поближе, Карл просит рассказать, что произошло с Энид до Александрии, та отказывается. Они развлекаются, убегая от зомби. Когда появляется небольшая группа зомби, у одного из которых также вырезана «W» на лбу, они прячутся в дупле дерева, и Карл чуть было не целует Энид. Рик обсуждает с Кэрол, что делать с Питом, избивающим свою жену Джесси. Рик идёт к озеру, где его окликает Пит. Рик еле сдерживается и прогоняет его. Пит удивлен поведением соседа. На следующий день Рик говорит Диане, что Пит бьёт жену. Та признаётся, что знает об этом, но Пит хирург и нужен общине. Рик отвечает, что если их не получится развести по-хорошему, Пита придётся убить. Диану возмущает это, она говорит, что в их общине нет казней. Рик пытается уговорить Джесси прогнать Пита. Появление Пита заканчивается его дракой с Риком. Сбегаются люди. Джесси пытается оттащить Пита, но тот отмахивается и бьёт её. Карл пробует угомонить Рика, но безуспешно. Когда приближается Диана и остальные жители Александрии, окровавленный Рик выхватывает на них револьвер. Он заявляет Диане и всем жителям, что нынешние методы правления Александрии уничтожат данную общину и что из-за них будут гибнуть люди. В конце диалога, Рик говорит что он не намерен бездействовать. |            |                                                                      |                      |                                 |                 |                     |
| 67 | 16         | «Победить» «Conquer»                                                 | Грег Никотеро        | Скотт М. Гимпл и Сет Хоффман    | 29 марта 2015   | 15,80               |
| К Моргану, завтракающему у костра, выходит молодой мужчина и наставляет на него пистолет. Из разговора с ним Морган узнаёт, что это член банды людей, верящих в тотемное родство человека и волка. Символом принадлежности к банде является буква «W» (от англ. Wolves — волки) вырезаемая на лбу. Просьбы Моргана забрать его имущество, пищу и оставить ему жизнь, мужчина игнорирует. Морган предугадывает момент нападения второго «волка» сзади и в напряжённой рукопашной схватке побеждает обоих бандитов. Морган оставляет их в автомобиле обездвиженными, но живыми. Диана назначает на вечер общее собрание, на котором будет решаться судьба Рика. Кэрол тайно передаёт ему пистолет. Мишонн объясняет Рику, что накануне она оглушила Рика не ради александрийцев, а лишь ради самого же Рика. Абрахам навещает Тару и здесь же мирится с Юджином. Гленн видит как Николас перелезает через ограду. Гленн следует за ним в лес, где Николас в него стреляет. Священник Гэбриел впадает в депрессию и пытается отдаться на съедение ходячему, но на инстинкте самосохранения убивает зомби и понимает, что таким способом он не сможет покончить с собой. Он возвращается в город и не закрывает врата, о чём просит его охранник. Дэрил и Аарон теряют человека в красном пончо, за которым они следили. Они далеко удалились от своей техники, но напоследок решают осмотреть магазин. Их внимание привлекают грузовики, в которых Аарон надеется найти консервы. Однако грузовики оказываются ловушкой — они заполнены ходячими с буквой «W» на лбах. Дэрил и Аарон запираются в легковой машине, и собираются предпринять безнадежную попытку вырваться, когда к ним на помощь приходит Морган. Втроём они покидают западню. Дэрил предлагает Моргану присоединиться к ним, но Морган отказывается и лишь просит подсказать дорогу по карте, которую Рик забыл в церкви Гэбриела. Дэрил видит на ней извинения Абрахама и спрашивает, как карта попала к Моргану. Вечером бандиты из «волков», которых ранее пощадил Морган, подходят к несостоявшейся западне. Они ведут с собой мужчину в красном пончо, которого тут же убивают. Бандиты находят рюкзак Аарона с фотографиями Александрии. Саша обращается за помощью к Гэбриелу, но аффектированный священник лишь провоцирует драку. Рик идёт на собрание и находит ворота открытыми. Он понимает, что какое-то количество ходячих проникло в город. Собрание начинается без Рика, который в одиночку борется с несколькими ходячими. Мэгги идёт к Гэбриелу, где застаёт Сашу с оружием направленным на священника. Мэгги едва успокаивает обоих. Тара приходит в себя. Гленн оказывается раненным в плечо и чудом отбивается от зомби. Он настигает Николаса и избивает его, но оставляет ему жизнь. Вдвоём, они из последних сил, возвращаются в Александрию. На собрание приходит Рик. Рик говорит о том, что должен был раньше рассказать местным жителям о том, как они недооценивали новые опасности. О том, что Александрия будет привлекать не только зомби, но и бандитов и всех иных, лишенных такого убежища. Появляется пьяный Пит. Он угрожает Рику. Размахивая катаной, Пит рассекает горло мужу Дианы Монро, который пытался его успокоить. Диана просит Рика убить Пита, что Рик и выполняет. Свидетелями этой сцены становятся Дэрил, Аарон и Морган. После титров, Мишонн, поколебавшись, вновь вешает катану за спину. Мужчина в пончо, ставший зомби, ходит по двору, где банда «волков» устроила западню. На одной из машин написано «WOLVES NOT FAR» («Волки недалеко»). |            |                                                                      |                      |                                 |                 |                     |

## Реакция

### Реакция критиков
Пятый сезон «Ходячих мертвецов» получил положительные отзывы от критиков. На сайте Metacritic сезон получил оценку 80 из 100, что указывает на «в целом благоприятные отзывы», на основе 11 отзывов. На сайте Rotten Tomatoes рейтинг сезона составляет 90% на основе 32 отзывов, со средней оценкой 7,86/10. Критический консенсус сайта гласит: «Благодаря щедрой дозе движущего, кровавого экшена и достаточно убедительных моментов персонажей, чтобы вознаградить давних фанатов шоу, пятый сезон „Ходячих мертвецов“ продолжает доставлять первоклассное зрелище». Брайан Лоури из «Variety» дал премьере пятого сезона положительный отзыв, сказав: «После (довольно таки) долгой и извилистой дороги к Терминусу, „Ходячие мертвецы“ открывают свой пятый сезон впечатляющим образом, ослепительный прилив адреналина, наполненный саспенсом, оправданным насилием и, прежде чем всё это закончится, подлинными эмоциями. Проникнутый кинематографическими штрихами, единственный недостаток этого захватывающего эпизода — размышление о том, что творческим мозговой центр может сделать для выхода на бис. Тем не менее, мегахит канала AMC находится в очень хорошем месте, начиная с нынешнего, постоянно развивающегося актёрского состава и заканчивая широтой, которую он заработал, чтобы делать неожиданные обходы. Учитывая шумиху вокруг сериала, до сих пор впечатляет видеть то, как продюсеры устраивают такой пир».
Некоторые критики считали, что пятый сезон стал большим улучшением по сравнению с предыдущими сезонами. Эмили Вандерверфф из «Vox» написала: «...это не беспрецедентно, чтобы в пятый год сериала был лучший сезон, но это определённо странно, чтобы шоу делало такой большой скачок так поздно за время своего существования». Она высоко оценила все аспекты повествования и концепции пятого сезона, выделив экшен, темы, персонажей, продвинутые сюжетные линии, недавно введённые эпизоды-антологии, сосредоточенные на персонажах, и общие улучшения материала, с которым шоу всегда работало.
Точно так же Энди Гринволд из «Grantland» похвалил Скотта М. Гимпла как шоураннера, особенно отметив то, что он лучше, чем Глен Маззара и Фрэнк Дарабонт, а также похвалив увеличение числа меньшинств и вытекающее из этого расовое разнообразие среди основного актёрского состава. Далее он прокомментировал: «Гимпл также сотворил чудеса с персонажами, которых он унаследовал», и выделил таких персонажей, как Бет Грин и Тайриз, похвалив их недавно установленные сложности и эволюцию персонажей. Постоянно меняющая окружающая среда и окружающие угрозы также были отмечены и похвалены. Зак Хэндлен из «The A.V. Club», в своём обзоре на эпизод «Измождённый», подвёл итог сезону в целом, сказав: «Это во многом объясняет, почему сериал „Ходячие мертвецы“ стал таким хорошим в этом сезоне: сценаристы нашли способ использовать подтекст и историю убедительными, запоминающимися способами».
Лора Прудом из «Variety», в своём обзоре на эпизод «Победить», прокомментировала, что «...пятый сезон представляет собой заметное улучшение по сравнению со стагнацией предыдущих лет, с обещанием Александрии вдохнуть новую жизнь в сериал, предлагая нашей группе форму оппозиции, которая не является изначально неправильной, в отличие от Губернатора и Термитов». Она оценила его как «возможно, лучший сезон „Ходячих мертвецов“ на данный момент, движимый навязчивыми сюжетными нитями и захватывающей динамикой персонажей».
| Графики недоступны из-за технических проблем. См. информацию на Фабрикаторе и на mediawiki.org. - Сезон 5 (2014–15): Процент положительных отзывов на сайте Rotten Tomatoes |

### Награды
На 41-й церемонии премии «Сатурн», пятый сезон «Ходячих мертвецов» получил семь номинаций и победил в трёх. Сезон победил в категориях лучший телесериал на кабельном телевидении, лучший телеактёр (Эндрю Линкольн) и лучшая телеактриса второго плана (Мелисса Макбрайд). Остальными номинациями были лучший телеактёр второго плана (Норман Ридус), лучшая телеактриса второго плана (Эмили Кинни), лучшая роль молодого актёра в телесериале (Чендлер Риггз) и лучшая гостевая роль в телесериале (Эндрю Дж. Уэст).
Сезон также получил четыре номинации на премию «Эмми», что является самым большим количеством для отдельного сезона в сериале на сегодняшний день, на 67-й творческой церемонии вручения премии, но не победил ни в одной. Номинации были за лучший сложный грим в сериале, мини-сериале, телефильме или специальной программе («Чужие»), лучший монтаж звука в сериале («Победить»), лучшие визуальные эффекты на втором плане («Победить») и лучшая постановка трюков в драматическом сериале (Монти Саймонс). Кроме того, этот сезон был номинирована на премию Гильдии киноактёров США за лучший каскадёрский ансамбль в телесериале на 21-й и 22-й церемониях вручения премии за обе соответствующие половины сезона.

### Рейтинги
| №  | Название                         | Дата показа     | Рейтинг (18—49) | Зрителей (миллионов) | DVR (18—49) | Зрителей DVR (миллионов) | Всего (18—49) | Всего зрителей (миллионов) |
| -- | -------------------------------- | --------------- | --------------- | -------------------- | ----------- | ------------------------ | ------------- | -------------------------- |
| 1  | «Не убежище»                     | 12 октября 2014 | 8,7             | 17,29                | 2,7         | 5,09                     | 11,4          | 22,371                     |
| 2  | «Незнакомцы»                     | 19 октября 2014 | 7,7             | 15,14                | N/A         | N/A                      | N/A           | N/A                        |
| 3  | «Четыре стены и крыша»           | 26 октября 2014 | 7,0             | 13,80                | N/A         | N/A                      | N/A           | N/A                        |
| 4  | «Слэбтаун»                       | 2 ноября 2014   | 7,6             | 14,52                | N/A         | N/A                      | N/A           | N/A                        |
| 5  | «Самопомощь»                     | 9 ноября 2014   | 6,9             | 13,53                | N/A         | N/A                      | N/A           | N/A                        |
| 6  | «Измождённый»                    | 16 ноября 2014  | 7,3             | 14,07                | N/A         | N/A                      | N/A           | N/A                        |
| 7  | «Пересечённые»                   | 23 ноября 2014  | 7,0             | 13,33                | N/A         | N/A                      | N/A           | N/A                        |
| 8  | «Завершение»                     | 30 ноября 2014  | 7,6             | 14,81                | N/A         | N/A                      | N/A           | N/A                        |
| 9  | «Что случилось и что происходит» | 8 февраля 2015  | 8,0             | 15,64                | N/A         | N/A                      | N/A           | N/A                        |
| 10 | «Они»                            | 15 февраля 2015 | 6,2             | 12,27                | N/A         | N/A                      | N/A           | N/A                        |
| 11 | «Расстояние»                     | 22 февраля 2015 | 6,9             | 13,44                | N/A         | N/A                      | N/A           | N/A                        |
| 12 | «Помни»                          | 1 марта 2015    | 7,5             | 14,43                | N/A         | N/A                      | N/A           | N/A                        |
| 13 | «Забудь»                         | 8 марта 2015    | 7,3             | 14,53                | 2,5         | 4,60                     | 9,8           | 19,131                     |
| 14 | «Отбрось»                        | 15 марта 2015   | 7,0             | 13,78                | 2,8         | 5,20                     | 9,8           | 18,981                     |
| 15 | «Попытаться»                     | 22 марта 2015   | 7,0             | 13,76                | 2,4         | 4,41                     | 9,4           | 18,171                     |
| 16 | «Победить»                       | 29 марта 2015   | 8,2             | 15,78                | 2,9         | 5,64                     | 11,1          | 21,43                      |

↑  Рейтинги Live +7 были недоступны, так что вместо них были использованы рейтинги Live +3.

## Трансляция
Премьера первой половины сезона состоялась на Fox International Channels 13 октября 2014 года. Эпизоды выходили в эфир на день позже, чем в США. Вторая половина дебютировала 9 февраля 2015 года.

## Домашние носители
Пятый сезон был выпущен на DVD и Blu-ray в регионе 1/A 25 августа 2015 года. В комплект входят бонусные видео «Внутри „Ходячих мертвецов“» и «Создание „Ходячих мертвецов“» для каждого эпизода; другие семь бонусных видео называются «Путешествие Бет», «Путешествие Боба», «Путешествие Ноа», «Путешествие Тайриза», «День из жизни Майкла Кадлица», «День из жизни Джоша Макдермитта» и «Гниющие во плоти»; удалённые сцены; и аудиокомментарии с актёрами и съёмочной группой. Специальный эксклюзивный Blu-ray комплект, в подарок c «асфальтовым» ходячим, разработанным Грегом Никотеро и McFarlane Toys, был выпущен 1 декабря 2015 года.